# A Gschicht über d’Lieb
A Gschicht über d’Lieb ist ein deutscher Spielfilm von Peter Evers aus dem Jahr 2019. In den Hauptrollen besetzt sind Svenja Jung und Merlin Rose, in tragenden Rollen Eleonore Weisgerber, Thomas Sarbacher, Walter Kreye, Lucas Englander, Rafael Gareisen, Fanny Krausz und Gerhard Greiner.
Der Filmverleih Salzgeber schrieb zum Start des Films, er handele „von einem leidenschaftlichen Geschwisterpaar, das gegen die Normen ihrer vermeintlich heilen Welt“ aufbegehre. Evers Film zeige „eine trügerische Idylle süddeutschen Landlebens, die zugleich von strikten Traditionen, harter Arbeit und persönlichen Entbehrungen geprägt“ sei. „Ein berührender Liebesfilm, der ohne jeden Heimatkitsch auskommt.“ Das Filmplakat trug die Überschrift: „Melodram trifft auf Heimatfilm – und über allem steht die Liebe.“

## Handlung
Der junge Gregor Bacher lebt in den frühen 1950er-Jahren gemeinsam mit seiner Schwester Maria und seinem Vater im fränkischen Teil Württembergs in Sankt Peter auf dem stattlichen heimatlichen Bauernhof. Wie es üblich ist, soll Gregor den Betrieb später übernehmen. Der junge Mann hat jedoch andere Vorstellungen, sein Traum ist es, eine Tankstelle an der künftig am Dorf vorbeiführenden Bundesstraße zu eröffnen. Autos zu reparieren, ist seine Leidenschaft. Um seinen Traum realisieren zu können, ist Gregor allerdings auf die finanzielle Unterstützung seines Vaters angewiesen. Bauer Bacher sucht eines Morgens das Gespräch mit seinen Kindern und verkündet Gregor, dass er das Geld für seine Pläne bekomme und Maria den Hof. Er knüpft allerdings eine Bedingung daran. Maria muss erst heiraten, denn seiner Meinung nach, gehört ein Bauer auf den Hof. Marias Einwand insoweit würgt er mit der Bemerkung ab, wenn sie nicht folge, bekomme sie den Hof nicht. Auf Gregors Vermittlungsversuch kommt die Antwort, dass der alte Zeiserer im Namen seines Sohnes Hannes um Marias Hand angehalten habe. Gregor ist entsetzt und meint, der Hannes sei ein Saukerl, und will wissen, wieso der Vater ihm Maria anvertrauen wolle.
Obwohl Hannes sie gebeten hatte, erscheint Maria auf dem abendlichen Tanzfest demonstrativ in Begleitung von Werner, der im Dorfladen seines Vaters arbeitet und immer wieder schlimmen Angriffen ausgesetzt ist. Die Stimmung dort schaukelt sich hoch und zwischen Hannes und Gregor kommt es zu einer Schlägerei. Als Gregor in dieser Nacht nicht nach Hause kommt, macht Maria sich große Sorgen und sucht nach ihm. Sie findet ihren Bruder leicht verletzt im Wald. In der angespannten Situation kommt es zu einem innigen Kuss der beiden und einer anschließenden körperlichen Vereinigung. Sie haben nicht bemerkt, dass Marias Freundin Anna, die von Maria alarmiert worden war, ihr in den Wald gefolgt ist und Zeugin des Liebesakts zwischen den Geschwistern geworden ist. Im Gegensatz zu Maria quälen Gregor Gewissensbisse, da er nicht beiseiteschieben kann, dass Intimitäten zwischen Geschwistern verboten sind. Aus diesem Wissen entspringt auch Gregors Idee, mit Maria nach Kanada zu gehen. Seine Schwester hält ihm jedoch vor, dass sie den Vater und den Hof nicht einfach allein lassen können.
Als Gregor zu einem Mechanikerkurs weg ist, sagt die Großmagd des Hofes Maria auf den Kopf zu, sie sei schwanger. Nachdem Gregor zurück ist und von Marias Schwangerschaft erfahren hat, glaubt er, das Kind, das Maria erwartet, sei von Werner. Kurz darauf wird Werner, der im Krieg Schlimmes durchgemacht hat, erhängt in der Scheune des Bacherhofes gefunden, nachdem er zuvor mit Maria übereingekommen war, zu heiraten. Anna hingegen, die zwar Thomas versprochen ist, aber viel lieber Gregor möchte, stellt ihm ein Quasi-Ultimatum, indem sie darauf hinweist, dass er es sich gut überlegen solle, sie abzuweisen, sie habe ihn und Maria nämlich im Wald beim Liebesakt gesehen. Und die Großmagd drängt Maria, das Baby abzutreiben, wenn sie es nicht wegmachen lasse, erwarte sie die Hölle.
Inzwischen wirkt der Dorfwirt Zeiserer auf Marias Vater ein, da er mitbekommen hat, dass Maria schwanger ist. Allerdings glaubt er, es sei das Kind von Werner. In dem Gespräch kommt auch zur Sprache, dass Zeiserer der Großmagd vor vielen Jahren das Kind, dessen Vater er ist, weggenommen hat. Es ist der Göbbler. Sie müsse ihn nun jeden Tag sehen und das, was er aus ihm gemacht habe. Kalt entgegnet Zeiserer, der Göbbler sei doch bloß ein Bankert. Zeiserer will, dass der Bacher sein Einverständnis zu einer Heirat seines Sohnes Hannes mit Maria gibt. Als Bacher seinen Kindern die Nachricht verkündet, dass in vier Wochen Hochzeit sei und Hannes Marias Kind als seines ausgeben werde, protestiert Gregor heftig, aber auch Maria meint, niemals heirate sie den. Auch die Aussage ihres Vaters, dann sei sie nicht mehr seine Tochter, stimmt Maria nicht um.
Als Anna dann im Wirtshaus tatsächlich herausposaunt, was sie über Gregor und Maria weiß, kommt es zu einer Hetzjagd der Männer des Dorfes auf Maria, angeführt vom Göbbler, die darin gipfelt, dass er und weitere Männer Maria in eine Scheune bugsieren, um sie dort zu vergewaltigen. Der von der Großmagd herbeigerufene Gregor sticht Göbbler eine Heugabel in den Rücken, als dieser gerade versucht, in Maria einzudringen. Göbbler taumelt und sinkt sterbend zu Boden. Maria bricht bewusstlos in Gregors Armen zusammen. Sie überlebt den feigen Angriff zwar, ihr ungeborenes Kind kann jedoch nicht gerettet werden. Als Maria aus dem Krankenhaus nach Hause kommt, kommt ihr Vater auf sie zu und meint, es sei nicht richtig gewesen, wie er sich verhalten habe und umarmt seine Tochter liebevoll. Gregor wird von Maria im Gefängnis besucht, wo er ihr erzählt, dass der Zeiserer beschwöre, dass das, was er getan habe, Mord gewesen sei. Und sein Wort gelte mehr als das seine. Er werde wegen Mordes angeklagt und bekomme lebenslänglich. Maria entgegnet, wenn der Zeiserer nicht vor Gericht aussagen könne, würde die Tat als Notwehr angesehen und seine Strafe werde gering ausfallen. Gregor glaubt jedoch, dass sich niemand gegen den Zeiserer stellen werde.
Als Hannes Zeiserer mit seinem Vater im Wald auf der Jagd ist, konfrontiert er ihn damit, dass er die Verantwortung für Werners Tod trage. Sein Vater wischt diese Bemerkung damit weg, dass Werner seine erste Warnung nicht verstanden habe. Er habe ihm seinerzeit gesagt, wenn er nicht spure, lasse er den Göbbler auf Maria los. Der Göbbler habe Werner dann in der Scheune des Bacherhofes aufgehängt. Hannes will wissen, ob der Göbbler sein Halbbruder gewesen sei. Er bekommt keine Antwort. Maria taucht hinter einem Baum auf. Wenig später hallt ein Schuss durch den Wald und wieder einige Zeit später entsorgen die Badnerin und der Bacherbauer ein Gewehr in einer Schlucht. Im Schlussbild stehen Maria und ihr Vater Hand in Hand am Wegesrand, als ein Beerdigungszug mit Hannes Zeiserer an der Spitze einem Sarg folgt. Der alte Zeiserer ist tot.

## Produktion

### Produktionsnotizen
A Gschicht über d’Lieb wurde vom 21. September bis zum 23. Oktober 2017 im Hohenloher Freilandmuseum Wackershofen in Schwäbisch Hall und Umgebung gedreht. Für den Film, der in Koproduktion mit dem SWR entstand, zeichnete das Produktionsunternehmen Zum Goldenen Lamm verantwortlich. Gefördert wurde er von der MFG Filmförderung Baden-Württemberg und vom Deutschen Filmförderfonds (DFFF), für den Verleih war die Edition Salzgeber verantwortlich. Peter Evers gab mit dem Film sein Langfilmdebüt.

### Veröffentlichung
A Gschicht über d’Lieb wurde am 20. Januar 2019 auf dem Filmfestival Max Ophüls vorgestellt. Der Film startete am 29. August 2019 in den deutschen Kinos. Im SWR Fernsehen erfolgte die Erstausstrahlung am  14. November 2020 zur Hauptsendezeit. Am 9. Oktober 2019 lief er auf dem Schlingel Film Festival. Ein Verweistitel des Films lautet G’stätten.

## Rezeption

### Kritik
Gunda Bartels schrieb im Tagesspiegel, Peter Evers’ Neo-Heimatfilm A Gschicht über d’Lieb erzähle von „einer verbotenen Dorfromanze in den Fünfzigern“ und sei „schnörkellos inszeniert und gut gespielt“. Bartels bestätigte dem Film „sorgsam gesetzte Details“ und Peter Evers einen „stilsicheren Erstling“. Der Film biete „ein ausgesucht schönes Setting, dem man ob seiner Aufgeräumtheit mitunter ein wenig die tatsächliche Nutzung als Freiluftmuseum“ ansehe. Die „atmosphärischen Bilder des Kameramanns“ fügten sich dazu gut ein. Die „abgründige Geschichte“ sowie „die schnörkellose Inszenierung“ und auch „das naturalistische, körperliche Schauspiel der Newcomer Svenja Jung und Merlin Rose als Geschwisterpaar Maria und Gregor“ lasse aber „ein Abgleiten in Heimatfilmromantik“ nicht zu. Weiter führte die Kritikerin aus, „Archetypen wie der knorrige Altbauer (Thomas Sarbacher), der gierige Dorfwirt (Walter Kreye) und die fürsorgliche Großmagd (Eleonore Weisgerber) könnten auch einem Ganghofer-Roman entstammen“, doch setze Peter Evers sie „in einen differenzierten Erzählrahmen“.
In der Filmzeitschrift epd Film war Sascha Westphal der Ansicht: „In seinem Spielfilmdebüt geht Peter Evers das Wagnis ein, die Geschichte einer Geschwisterliebe in der schwäbischen Provinz der 50er Jahre im Gewand eines Neo-Heimatfilms zu erzählen.“ Westphal, der dem Film vier von fünf möglichen Sternen gab, beendete seine Kritik mit den Worten: „Natürlich spielt Peter Evers mit unseren Erinnerungen an den deutschen Heimatfilm der 50er Jahre. Und es gelingt ihm nicht nur, mit den Klischees dieses schon lange verfemten Genres zu brechen. Er findet vielmehr zu einem sehr eigenen Stil. So kann er in schwelgerischen, von sanftem Licht illuminierten Bildern von der Schönheit der Landschaft erzählen und doch die bedrückende Enge in den Köpfen der Menschen nicht verschweigen.“
In Kinozeit befasste sich Simon Hauck mit dem Film und stellte fest, dass es Evers mit „seinem ausgesprochen sensuellen Neo-Heimatfilm im Schwarzwaldmilieu, der glücklicherweise weder ästhetisch noch inhaltlich Parallelen zu Hans Deppes Nachkriegsschinken oder noch Schlimmerem aus der Mottenkiste des deutschen Heimatfilms nach 1945 aufweis[e],“ „auch größtenteils gelungen“ sei, „künstlerisch-kreativ“ Emotionen auf die Leinwand zu bringen. Das liege in erster Linie am „überzeugenden Leinwandensemble, aus dem die beiden Jungdarsteller Svenja Jung […] als Maria und Merlin Rose […] in der Rolle des Gregors hervorragen“. Die „früh gesetzte Inzestthematik“ werde „überwiegend glaubhaft in Szene gesetzt“. […] „In den besten Szenen von Peter Evers gelungenem Spielfilmerstling, der nur selten dramaturgisch all zu glatt daherkomm[e], entfalte sich darin ansprechendes Gefühlskino.“
Oliver Armknecht bewertete den Film für film-rezensionen.de weniger positiv, gab ihm ein fünf von zehn möglichen Punkten, und stellte fest, obwohl der Heimatfilm in Deutschland ja eigentlich „ausgestorben“ sei, wie man „vor vielen vielen Jahren“ gedacht habe, gebe es „immer wieder Filmemacher und Filmemacherinnen, die diesem totgesagten Bereich des hiesigen Kinos die Treue geschworben“ hätten, „ihn auf eine oft sehr eigene Weise fortzuführen“. […] „Anstatt wie seine Kollegen jedoch die dörfische Gegenwart zu thematisieren“, reise „der Regisseur und Drehbuchautor“ Peter Evers „gleich noch ein paar Jahrzehnte in die Vergangenheit“. […] „Mit den Heimatfilmen von einst habe A Gschicht über d’Lieb dadurch natürlich eher weniger zu tun.“ Ob sich der Film aber „tatsächlich dafür“ einsetze, „dass Geschwister“ ihren „Neigungen nachgehen dürfen sollten“, das werde „nicht ganz ersichtlich“. Weiter schrieb Armknecht, Evers häufe „einfach viel zu viele Probleme an, die sich überlager[t]en, bis man irgendwann keine Luft zum Atmen mehr“ habe und gar nicht wisse: „Was genau will der Film eigentlich?“ Das Geschwisterpaar sei „sympathisch besetzt, selbst wenn die Handlungen ihrer Figuren nicht immer sympathisch“ seien. Es gelinge dem Film zwar, „ein stimmiges Zeitporträt zu erschaffen, mit ansprechend düsteren Bildern. Der Inhalt“ sei „teilweise aber so überzogen, dass einem nichts, was hier“ geschehe, „tatsächlich nahegeh[e]“. Und das sei „bei einem derartigen Melodram kein sehr glückliches Ergebnis“.
Esther Buss hielt für den Filmdienst fest: Eine mit genretypischen Elementen des Heimatfilms angereicherte Geschwister-Liebesgeschichte, die trotz Gesellschaftskritik und Enttabuisierung sexueller Normen ein wenig gediegen wirkt. Bei aller Anprangerung reaktionärer Strukturen tendiert der Film eher zum Beschaulichen als zum Exzess. – Ab 16.
Der Kritiker von Kino&Co kam zu dem Ergebnis, Peter Evers präsentiere „einen neuartigen Heimatfilm, der mal nicht kitschig“ sei „und das Landleben schön redet“. Evers verarbeite in A Gschicht über d’Lieb „ein großes Sammelsurium an teils sehr bedrückenden Themen, wie Kriegstraumata, arrangierte Eheschließungen sowie die Ausbeutung und Unterdrückung der Frau“ und packt dies „in einen seidenen Kokon aus idyllischen Landschaftsaufnahmen“. Diese Bilder seien „so ausdrucksstark und schon nahezu heimelig, dass das Publikum durchaus dem Irrglauben anheim“ fallen könne, „dass es sich bei A Gschicht über d‘Lieb um einen typischen Heimatfilm handeln könnte“. So „stark die Bilder jedoch auch sein mögen, sie lenk[t]en nie von den absoluten Stars des Films ab – dem Geschwisterpaar Maria und Gregor, die hier herausragend von Svenja Jung […] und Merlin Rose […] gespielt“ würden. Und abschließend: „Wer sich nicht vor ernsten und tiefgründigen Themen scheut und noch dazu ein wenig Heimatfilm-Feeling erleben will, ist bei A Gschicht über d‘Lieb also sehr gut aufgehoben.“

### Auszeichnungen
- Filmfestival Max Ophüls Preis in der Kategorie „Bester Spielfilm“
- Bayerischer Filmpreis für Svenja Jung in der Kategorie „Beste Nachwuchsdarstellerin“
- Thomas Strittmatter Drehbuchpreis für Peter Evers in der Kategorie „Bestes Drehbuch“
- Internationales Filmfest Emden-Norderney, nominiert in der Kategorie „NDR-Nachwuchspreis“
- Internationales Filmfest Emden-Norderney, nominiert in der Kategorie Score Bernhard-Wicki-Preis